# Acerta
Acerta is een Belgische organisatie actief binnen de human resources-dienstverlening (sociaal secretariaat, ondernemingsloket, sociaal verzekeringsfonds). Het bedrijf heeft 26 kantoren, hoofdzetel in Leuven, verspreid over Vlaanderen, Brussel en Wallonië en telt 2.000 werknemers.

## Activiteiten
Acerta heeft een aanbod voor starters, zelfstandigen, werkgevers (kmo's en grote ondernemingen) en accountants. Het bedrijf is gericht op zowel de private als de publieke sector. Daarnaast richt het bedrijf zich op social profit.

## Geschiedenis
Acerta zag in 2001 het levenslicht toen de socialedienstverlening van de Boerenbond en VKW fusioneerden. De sociale secretariaten, sociale verzekeringsfondsen en kinderbijslagfondsen werden voortaan onder één organisatie gebundeld. Ten tijde van de fusie zorgde de groep voor de berekening van 390.000 lonen, begeleidde ze 214.500 zelfstandigen en hielp 31.400 werkgevers met de uitbetaling van kinderbijslag aan 129.500 gezinnen.
In 2001 werd de Waalse tegenhanger van Acerta opgericht onder de naam AliA Secrétariat Social. In 2008 besloten Acerta en AliA echter om als geïntegreerde groep samen onder de naam Acerta verder te werken. Het jaar nadien nam de Acertagroep Shéhérazade over om haar activiteiten in Brussel en Wallonië uit te breiden.
In 2024 heeft Acerta hun logo veranderd, de kleuren van het logo zijn aangepast. Sinds 2025 telt Acerta 2.000 werknemers en begeleiden ze 6.722 accountants, 340.325 zelfstandigen en 70.000 ondernemingen.